# Álvaro de Mezquita
Álvaro de Mezquita (también llamado Álvaro de Mesquita) fue un navegante portugués sobrino de Fernando de Magallanes.

## Biografía
Participó como supernumerario en la expedición de Magallanes, donde asumió la capitanía de la nao San Antonio sustituyendo a Juan de Cartagena, que había sido arrestado por Magallanes cuando la flota se encontraba en la costa de África por faltarle al respeto. Juan de Cartagena fue posteriormente abandonado por Magallanes en el puerto de San Julián, en la actual Patagonia argentina, desterrado por traición. En 1520 Mezquita fue depuesto por un motín en la San Antonio liderado por el piloto Esteban Gómez, que hizo retornar la nave a España.
En el trayecto de regreso, la San Antonio habría avistado las islas Malvinas, que fueron bautizadas como «islas de San Antón» en honor al barco. Esta hipótesis se ha visto respaldada por la abundante cartografía europea del siglo XVI que señala a las islas con las grafías progresivamente deformadas de «San Antón», «S. Antón», «S.Antón», «Santón», «Sansón» y «San són», y por las investigaciones del destacado historiador uruguayo Rolando Laguarda Trías, quien encontró documentación en la Biblioteca Nacional de Francia que narra el testimonio de testigos directos del avistaje.